# Gelsemium sempervirens
Gelsemium sempervirens (L.) J.St.-Hil., conocido popularmente como gelsemio o jazmín de Carolina, es una planta trepadora de la familia Gelsemiaceae.

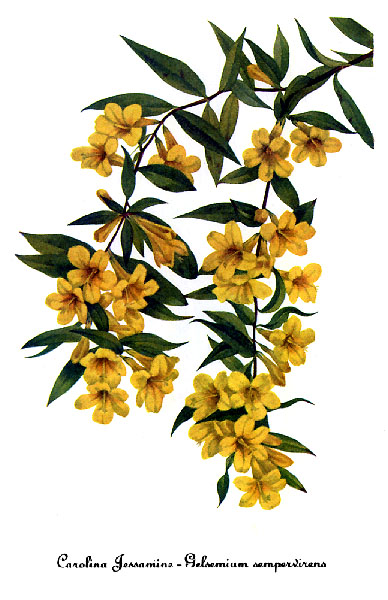
Ilustración

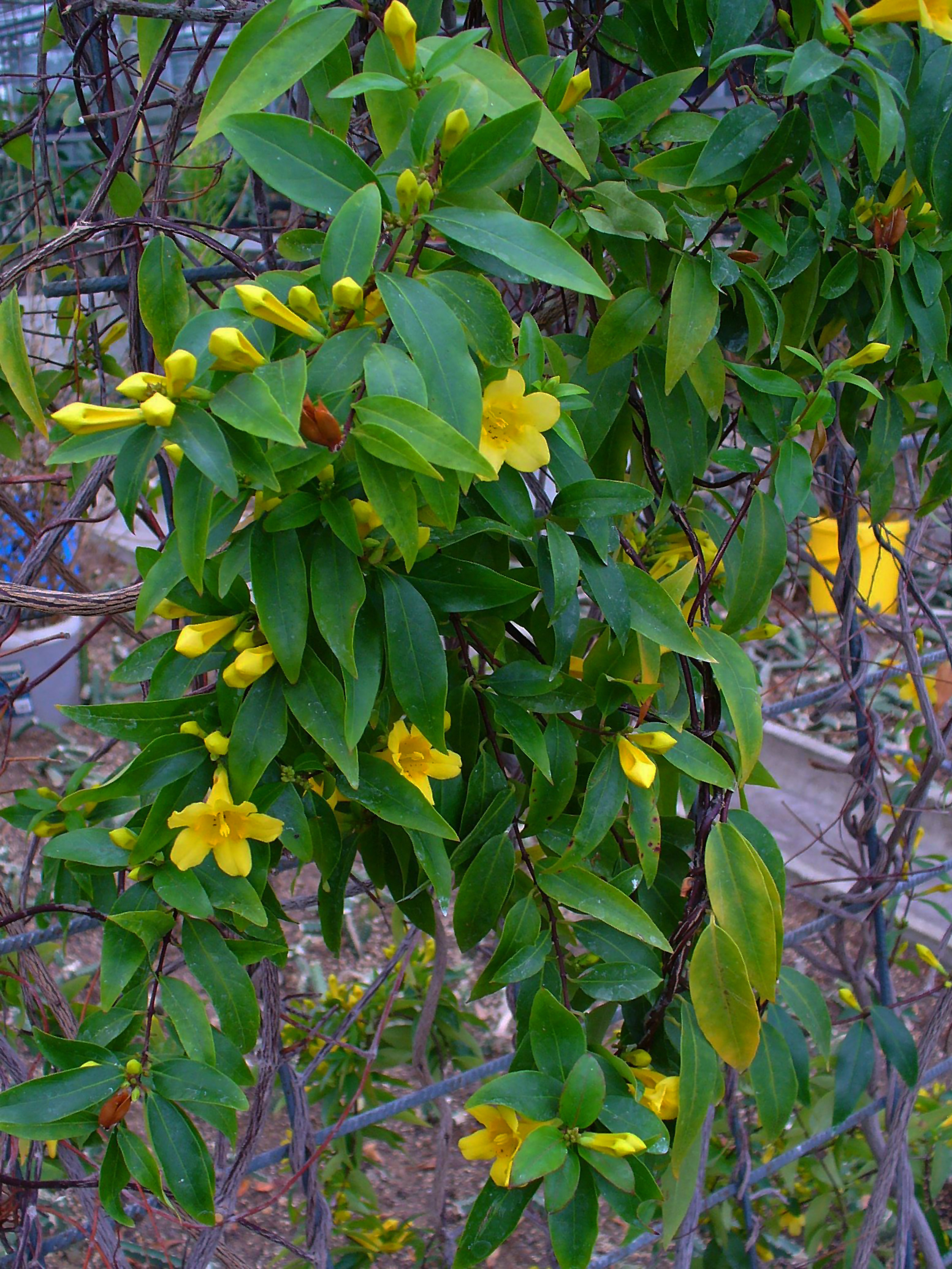
Vista de la planta

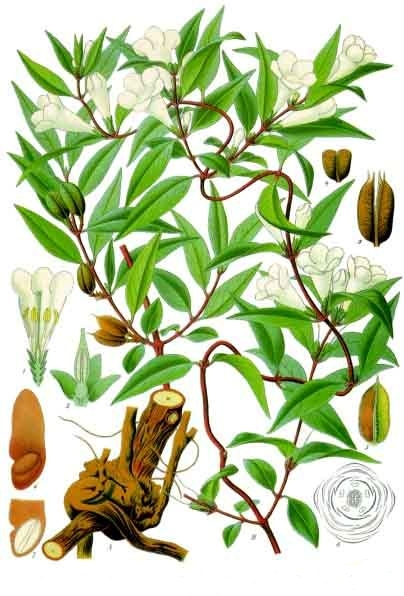
Ilustración

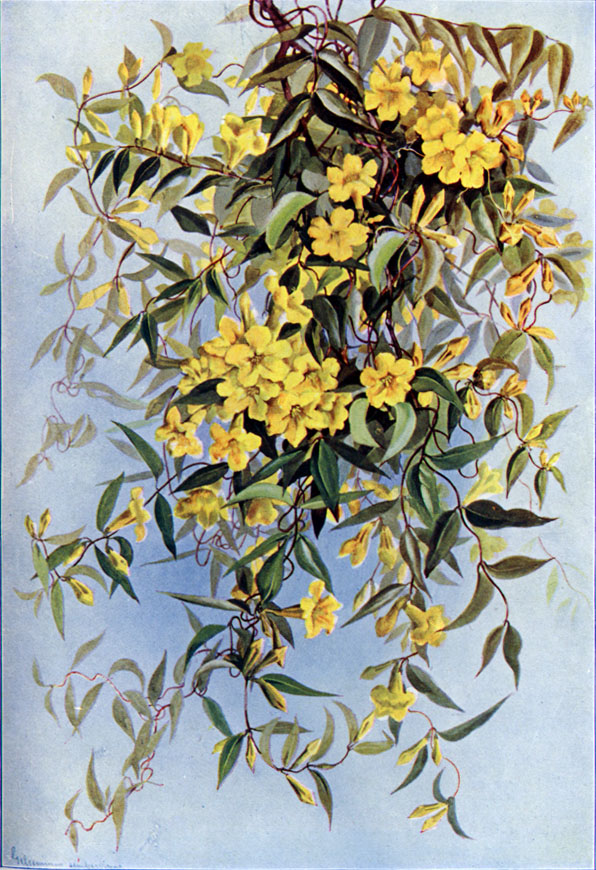
Vista de la planta

## Descripción
Tiene tallos delgados, alambrinos. Hojas glabras; con pecíolo de 3-7 mm; láminas de 4-8 × 1-3 cm, 2-4 veces tan largas como anchas, angostamente ovadas a lanceoladas, brillantes en el haz, la base redondeada u obtusa. Flores distilas, en cimas con 1-8 flores; sépalos 5, 3-3.5 × 1.7-2 mm, ovados, obtusos, caducos en fruto, los márgenes hialinos; corola 2-3.5 cm incluyendo los lobos, los lobos 0.8-1.5 cm, patentes, imbricados, obovado-orbiculares. Cápsula 12-18 × 7-9 mm, el rostro 1-1.5 mm; semillas 5-7 mm incluyendo el ala de 2-3 mm, parduscas. Tiene un número de cromosomas de 2 n =16.

## Distribución
Es natural del sur de los Estados Unidos, (Virginia, Carolina, Florida y Tejas) llegando a México y Guatemala. Por su belleza se cultiva como planta ornamental.

## Hábitat
Se encuentra en bosques mesófilos de montaña, por encima de 1900 m sobre el nivel del mar.  Vive al sol o semi sombra pero bien protegida del viento.  Se sitúa sobre todo en zonas cálidas.

## Características
La planta es semejante al jazmín sólo en el aroma que desprende. Es una trepadora perenne que alcanza los 15 metros con un tallo que continúa en tierra formando un rizoma. Las hojas son opuestas, enteras, ovales o lanceoladas. Las flores son axilares de color amarillo con un agradable aroma. El cáliz tiene cinco partes con lóbulos lanceolados pequeños. El fruto es una vaina con muchas semillas aladas en su interior.

## Propiedades
- Los alcaloides tienen efectos sedantes. Utilizándose contra el insomnio y la migraña.
- Usado contra inflamaciones producidas por diarreas y colitis.
- Contra cólicos renales y dolores menstruales.
- Sedante cardíaco contra palpitaciones.

Historia
Para el siglo XX Maximino Martínez reporta la información siguiente: es antipalúdico, antiespasmódico, antineurálgico, antiparasitario, antirreumático, antitérmico, asma, convulsivante, digitálico, nefritis, altera la respiración, sedante, tos ferina y tóxico.
Posteriormente, la Sociedad Farmacéutica de México señala su uso como antineurálgico, hipotensor, midriático, produce náuseas, provoca parálisis de la respiración, es sedante y analgésico.
Química
Gelsemium sempervirens se caracteriza por la presencia de alcaloides del indol. De la raíz se han aislado gelsedina, gelsemicina, gelsemidina, gelsemina, gelsemoidina, gelseverina, gelsevirina, sempervina y sempervirina. Del tallo gelsedina y su derivado 14-beta-hidroxilado, gelsemina, y sus derivados 21 -oxo y 19- hidroxi-dihidro-gelsemina, gelsemicina, 19-acetil-dihidro-gelsevirina, humantenidina, humanterinina y kumidina.
Otros componentes del tallo incluyen los esteroles 12-beta-hidroxi-5-alfa-pregn-16-en-3-20-diona y 12-beta-hidroxi-pregna-14-16-diene-3-20-diona; el triterpeno ácido ursólico, y la cumarina escopoletina. En la raíz además se han detectado la cumarina escopoletina y el compuesto quinoideo éter metílico de emodina.
Además se ha detectado en la planta la presencia de un aceite esencial, un aceite fijo, resina y ácido gelsémico.

## Taxonomía
Gelsemium sempervirens fue descrita por (L.) J.St.-Hil. y publicado en Exposition des Familles Naturelles 1(2): 338–340. 1805.
Etimología
Gelsemium: nombre genérico que se lo puso Jussieu latinizando la palabra italiana (gelsomina) que significa "jazmín oloroso".
sempervirens: epíteto latino que significa "siempre viva, perenne"
Sinonimia
- Bignonia sempervirens L.
- Gelseminum sempervirens Catesby
- Gelsemium nitidum Michx.
- Gelsemium nitidum var. inodorum Nutt.
- Gelsemium sempervirens (L.) W.T. Aiton
- Gelsemium sempervirens (L.) Pers.
- Jeffersonia sempervirens Brickell
- Lisianthius sempervirens Mill. ex Steud.
- Lisianthius volubilis Salisb.[5]